# Бунина, Татьяна Валентиновна
Татья́на Валенти́новна Бу́нина (4 ноября 1930 — 30 декабря 2012) — советская волейболистка, игрок сборной СССР (1951—1952). чемпионка мира 1952, чемпионка Европы 1951, двукратная чемпионка СССР. Нападающая. Мастер спорта СССР.
Выступала за команду «Локомотив» (Москва) (1949—1955). В её составе: двукратная чемпионка СССР (1950 и 1952), 3-кратный серебряный призёр союзных первенств (1951, 1954, 1955), обладатель Кубка СССР 1952.
В сборной СССР в официальных соревнованиях выступала в 1951—1952 годах. В её составе: чемпионка мира 1952, чемпионка Европы 1951.
После окончания игровой карьеры работала преподавателем. Кандидат физико-химических наук, профессор. Заслуженный работник высшей школы Российской Федерации